# Табак обыкновенный
Таба́к обыкнове́нный (Табак вирги́нский, Табак культурный; лат. Nicotiána tabácum) — вид травянистых растений из рода Табак семейства Паслёновые (Solanaceae).
Растение возделывается в промышленных масштабах ради заготовки листа, именно из него делают табачные изделия.

## История

### Применение у ацтеков
В произведении «Общая история дел Новой Испании» (1547—1577) Бернардино де Саагун, опираясь на сведения ацтеков о свойствах растений, привёл различные сведения о табаке обыкновенном, в частности, о том, что:

Против гнойников, образующихся на голове, нужно прикладывать эти лекарства, а именно, небольшое количество извести, смешанной с травой писиэтль в достаточном количестве… От непрерывных головных болей мы используем эти лекарства: нужно нюхать некую траву под названием экушо, или траву писиэтль, когда она ещё зелёная, и сжимать голову платком и окуривать определёнными окуриваниями, но если пойдут ухудшения, то смолоть некую траву под названием сосойатик… От болезни насморка или простуды нужно взять [зелёную] траву, называющуюся на мешикском языке йэкучотон и понюхать [траву] икуэшо или писиэтль, пока она зелёная, или перетёртую в порошок… Недуг кисты, выходящей из горла у людей, лечится раскрытием с помощью навахи места, где они расположены, а после извлечения их корня, нужно принять измельчённый писиэтль, и перемешанный с [известью и] травой под названием ийэтль, и с солью, всё вместе — тёплое, и приложенное к тому месту… Рак. Лечат вырезанием, и туда прижимается лекарство писиэтль с известью… Писиэтль. Это лекарство от усталости. Тот, кто устал, жуёт её [траву]. С его помощью она унимается. Или, возможно, кладут его на пуп для исцеления… Писиэтль. Широкие, несколько удлинённые её листья. А её цветы — жёлтые. Их размягчают камнями, перемалывают, перемешивают с известью; ею натирают того, кто сильно устал, и того, у кого подагра. И её жуют. Так её жуют: только к губам прикладывают. Они [листья] опьяняют людей, вызывают обморок у людей, спаивают людей, и убивают голод и желание [что-либо] есть. В изобилии её прикладывают тому, у кого вздулся живот, на живот и к пупу…

## Ботаническое описание

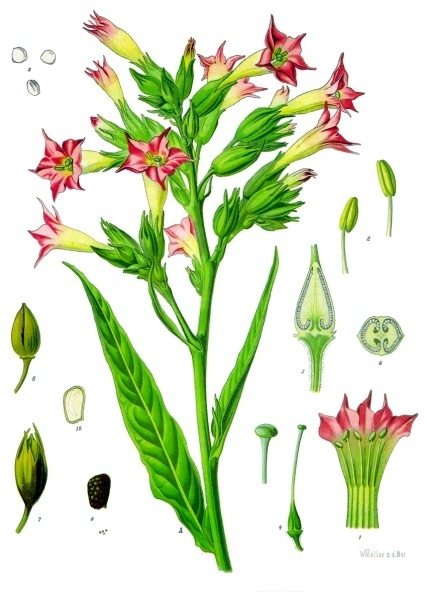

Однолетнее культивируемое растение, достигающее высоты 3 м.
Стебель твёрдый, ветвистый.
Листья очерёдные, цельные, варьируют от широкояйцевидных до узко-ланцетовидных, основание листа получерешковое, нижние листья низбегающие. Поверхность листа ворсинчатая, смолистая.
Соцветия узкие. Цветки трубчатые или воронковидные, правильные, спайнолепестные, с пятью лопастями, розово-белые. Венчик длиной до 5—6 см.

## Распространение
Родиной табака считаются Боливия и Перу, в Европу его завезли экспедиции Христофора Колумба.
Основные районы культурного возделывания — Северная Америка, Китай, Индия, Малая Азия, Предкавказье, Закавказье, Средняя Азия, Приднестровье, Крым.

## Активные вещества
Как и другие вида рода Nicotiana, все части растения содержат никотин (в листьях — 0,75—2,88 %), норникотин, никотеин и анабазин. Растение также содержит сравнительно много ингибиторов МАО класса бета-карболинов, включая гармин, гармалин и тетрагидрогармин, благодаря чему обладает некоторым энтеогенным действием и используется в шаманских практиках ряда коренных народов Америки.

## Практическое использование
Табак выращивается для получения сырья, используемого в табачных изделиях. Табак — растение теплолюбивое, оптимальная температура для него около 30 °C. Для него подходят сильно увлажнённые, лёгкие, сыпучие песчаные почвы со слегка кислой реакцией. Размножают семенами, выращивая из них рассаду, которую затем высаживают в грунт.
Основной элемент табака — никотин — назван в честь латинского названия травы, «никоциана». Она, в свою очередь, названа в честь Жана Нико — французского посла в Португалии, в 1560 году приславшего семена табака в Париж. Никотин содержится во всех частях растения, кроме зрелых семян, но наибольшая концентрация — в листьях, которые и являются сырьём для лекарственных препаратов. Сам никотин современная медицина в лечебных целях не использует, зато широко применяет никотиновую кислоту, получаемую при окислении никотина хромовой кислотой. Никотиновая кислота — один из витаминов группы B — PP. Она обладает противопеллагрическим действием (отсюда название), используется для лечения диареи, дерматитов, заболеваний сердечно-сосудистой системы, органов пищеварения, глоссита, стоматита. Кроме того, никотиновая кислота применяется при осложнениях, встречающихся при лечении сульфамидными препаратами. В восточной медицине табак применяют как противоглистное средство. Сторонники гомеопатии предполагают, что чрезвычайно разведённый ими табак помогает от морской болезни, различных болей и при эпилепсии.
Никотин чрезвычайно токсичен. Многие вещества, как содержащиеся в табаке, так и образующиеся при сгорании табака, канцерогенны. Поэтому курение табака опасно для здоровья.